# .ventures
.ventures est un domaine Internet de premier niveau générique non-restreint.
Ce domaine est destiné aux organisations reliées aux entreprises en démarrage (appelés ventures en anglais), mais il est ouvert à tous sans restrictions.

## Historique
Le domaine .ventures a été créé en janvier 2014.

## Statistiques d'usage
En janvier 2025, environ 22 000 domaines utilisent l'extension .ventures.